# Maître Eckhart
Pour les articles homonymes, voir Eckhart.
Eckhart von Hochheim, dit Maître Eckhart, né vers 1260 à Hochheim dans le landgraviat de Thuringe et mort le 28 janvier 1328, probablement à Avignon (États pontificaux), est un théologien et philosophe allemand, principal représentant du courant spirituel catholique qu'on a appelé la mystique rhénane.
Après être entré dans l'ordre dominicain, Eckhart fait de longues études de théologie avant de devenir un maître reconnu, enseignant dans plusieurs universités. Il est également un membre influent du clergé.
Examinée avec soin par une commission théologique en Avignon, sous la présidence de l'Inquisiteur Jacques Fournier, la compréhension de 26 propositions extraites de ses œuvres écrites à la fois en latin (enseignement universitaire) et en allemand (traités et sermons), ont été jugées malsonnantes ou prêtant à confusion. En 1329 est signée la bulle rejetant ces propositions. Mais aucune sanction n'est demandée, pas même une réécriture. Son œuvre, parfois en raison d'une hostilité envers le catholicisme romain, parfois pour sa qualité a eu une influence considérable sur la pensée chrétienne et il est aujourd'hui considéré par les catholiques comme un théologien catholique «orthodoxe».

## Biographie
Maître Eckhart est né en 1260 environ à Hochheim, en Thuringe, État du Saint-Empire romain germanique. Il entre au couvent dominicain d'Erfurt en 1275. Il fait peut-être des études d'arts à Paris. Il étudie la théologie au studium generale de Cologne, récemment fondé par Albert le Grand, vers 1280. Il commente les Sentences de Pierre Lombard à Paris en 1293-1294, comme l'usage le voulait dans les universités de l'époque.
À partir de 1294, il devient prieur d'Erfurt et vicaire de Thuringe. Chargé de l’encadrement des frères novices, il réunit quelques-unes des vespera, questions délicates abordées le soir, sous la forme de débat, sous le nom d'Entretiens spirituels (ou Instructions spirituelles suivant la traduction).
Il enseigne à Paris en 1302-1303. Dans la marge d'un manuscrit du franciscain Gonzalve d'Espagne, on trouve son nom cité. Une dispute intellectuelle entre les deux théologiens pourrait-elle avoir eu lieu au sujet de la primauté ou non de l'être sur l'intellect ? Les études actuelles penchent vers une réponse négative. Le peu de texte pouvant refléter la réponse d'Eckhart ne suffit pas à établir cette question disputée. Qu'un lecteur note en marge une piste de réflexion ne signifie pas que ce soit une citation.
N’ayant pas signé la pétition de Philippe IV le Bel contre le pape Boniface VIII, il est expulsé du royaume de France (et de ses États vassaux) le 27 juin 1303. Il est néanmoins nommé premier prieur provincial de Saxe par le chapitre général tenu à Toulouse en 1303 en son absence.
Il est ensuite nommé vicaire général de la province de Bohême au chapitre de Strasbourg en 1306, dans le contexte des problèmes posés par certaines béguines exaltées, proches des idées d'un groupe parfois nommé Libre-Esprit, mais dont nous ne possédons que des mentions vagues dans des mises en garde contre l’hérésie par les autorités ecclésiastiques.
Il exerce comme maître à Paris au studium de l'Université en 1311-1313. Il entreprend une « somme théologique » de forme inédite (œuvre tripartite) avec une ambition encyclopédique. Vers 1314, il est promu vicaire général de Teutonie, résidant à Strasbourg. Puis il préside le studium de Cologne à partir de 1324.
En 2024, une étude a permis de l'identifier à Florence, dans la Chapelle dite des Espagnols, en Santa Maria Novella. Les peintres ayant réalisé cette fresque étant de passage en Avignon, à la suite des autres appelés pour magnifier la cité des papes. Cette étude montre aussi d'autres erreurs d'itenfication, dont le portrait détaillé de Michel de Césène, confondu jusqu'à ce jour avec un autre franciscain.

## Le Procès à Avignon
En 1325, des propos détournés de Maître Eckhart le font accuser devant l'archevêque de Cologne, Henri II de Virnebourg. Le droit canonique médiéval était alors en refonte après les révisions du pape Clément V. À Avignon, Jacques Fournier avait été placé à la tête de l'inquisition pontificale. il s'engagea dans une politique de très grande fermeté, destinée en partie aux souverains des diverses couronnes de l'Europe occidentale afin de leur faire comprendre l'impossibilité d'une condamnation comme celle des templiers obtenue par Philippe IV le Bel. Ce cardinal blanc, puisqu'il avait gardé sa coule monastique, gouvernait l'Église en lieu et place du pape Jean XXII, selon les chroniqueurs de cette période. Il s'en prit tout d'abord à tous ceux qui pouvaient avoir trait à ce qu'il restait de la pensée Cathare, puis, il entreprit une remise au pas des ordres mendiants, les franciscains et les dominicains. Formé à la théologie monastique de Cîteaux, et docteur en théologie de la faculté de Paris, Jacques Fournier avait les compétences théologiques pour combattre les ordres mendiants dont l'influence ne cessait de grandir à l'université de Paris. De plus, personnellement, il détestait les Ordres Mendiants. Soucieux de plaire au pape Jean XXII, à Avignon, l'évêque de Cologne, Henri II de Virnebourg remit en cause l'orthodoxie et l'orthopraxie de Maître Eckhart. Ce dernier défendit sa position avec l'appui de son ami Nicolas de Strasbourg devant l'inquisition épiscopale.
L'année suivante, un dominicain et un franciscain dénoncent certaines des propositions d'Eckhart à l'Inquisition. Dans un premier temps, le maître dominicain et ses défendeurs crurent à une reprise du procès précédent. Mais il s'agissait d'une nouvelle procédure, particulièrement forte, dite Pro Movente, où la personne accusée était considérée comme coupable à la façon d'un flagrant délit obtenu le plus souvent par dénonciation. Le moindre doute qui n'avait pas été levé passait de ce fait dans l'accusation. Ses deux dénonciateurs seront poursuivis pour calomnie, désobéissance et diverses autres fautes qui leur valurent d'être arrêtés et maintenus en cellule fermée, avant d'être définitivement condamnés. Il est actuellement reconnu qu'ils ne possédaient pas les connaissances nécessaires pour critiquer un maître et que la jalousie devant sa popularité fut un des premiers moteurs de leur démarche. Il n’est pas exclu qu’ils furent manipulés par Henri II de Virnebourg et Jean de Dürbheim, l'évêque de Strasbourg qui avait déjà accusé Maître Eckhart une dizaine d'années auparavant. Contre son gré et contrainte de suivre la procédure engagée, la hiérarchie de l'ordre dominicain fut tenue de donner une suite juridique à cette dénonciation. Dans ce cadre, a lieu l'instruction d'un procès en 1327, se basant sur des citations de Maître Eckhart « sorties de leur contexte et tronquées », selon les chercheurs actuels.
La procédure lancée contre lui est dite Pro movente : en ce cas, le prévenu ne bénéficie d'aucune présomption d'innocence et doit se justifier. Cette procédure est théoriquement sans appel possible. Pourtant, appuyé par ses confrères dominicains Nicolas de Strasbourg et Jean de Dambach, il interjette en appel devant le pape et cet appel est accepté, à rebours du droit canonique. Les motifs de cet abus de droit ne sont pas bien connus, mais il semble que l'inquisition pontificale, donc Jacques Fournier, tenait à s'occuper personnellement de la condamnation de Maître Eckhart, en même temps que celles de  Michel de Césène, ministre général des franciscains, et de Guillaume d'Ockham.
Eckhart dut alors se rendre à Avignon, dans ce contexte de reprise en main disciplinaire par l'autorité pontificale. Le cardinal Jacques Fournier, futur pape Benoît XII, a mené l’instruction, au nom du pape Jean XXII, qui n'a peut-être suivi que de très loin ces procès. Jacques Fournier avait par ailleurs rédigé un traité intitulé Contra Errores Magistri Eckhardi, dont nous ne possédons aujourd’hui que de courts extraits, mais qui sont suffisants pour y retrouver le fond et la forme de la condamnation finale.
Maître Eckhart comparaît libre. Tout comme il avait répondu à ses détracteurs à Cologne en 1327, il entreprend de se défendre mais meurt avant la fin du débat. Un courrier, entre Jacques Fournier et Henri de Virnebourg, annonce la prochaine condamnation d’Eckhart et son décès, sans indication de lieu ou de date. Un autre document atteste de son décès : la lettre rédigée par Jean XXII pour accompagner la bulle In Agro Dominico. où il est déclaré, en contradiction totale avec le texte de la bulle : hérétique, relaps, pertinax et défunt. Ces 4 affirmations témoignent de l'ignorance complète que Jean XXII avait au sujet de Maître Eckhart et de son œuvre. C'est un des meilleurs arguments pour attribuer l'entière rédaction de la bulle à Jacques Fournier qui était alors considéré comme le "vrai" pape, tandis que Jean XXII, rongé par une peur maladive que les ennemis français attentent à sa vie, se prostrait au fond du Palais Pontical. Selon ce dossier documentaire, Maître Eckhart serait donc décédé depuis un ou plusieurs mois, avant sa condamnation par la bulle In Agro Dominico, datée du 27 mars 1329.
En janvier, dans un ouvrage collectif, l'analyse de la "Chapelle des Espagnols (anciennement Salle du Chapitre) a montré les théologiens ayant subi un procès en Avignon, sous Jean XXII. Eckhart y figure à côté de Durand de Saint-Pourçaint.

## Le Jugement de l'Église
Cette bulle, signée par le pape mais rédigée en grande partie par Jacques Fournier, énumère vingt-huit thèses extraites ou prétendument extraites des œuvres latines et des prédications allemandes de Maître Eckhart. Les propositions y sont jugées critiquables sur la forme, pour dix-sept d’entre elles, et malsonnantes pour les autres.
Chaque proposition a été ou réfutée ou replacée en son contexte par Maître Eckhart dans le débat où il a pu exposer sa défense. Le procès d’Eckhart a fait l’objet de plusieurs études évoquant des hypothèses plausibles concernant son déroulement. Ces rejets sur la forme, bien que ne donnant lieu à aucune sanction, se traduiront par une sorte de damnatio memoriae. D’autres auteurs comme Johannes Korngin von Sterngassenet Zerbolt van Zutphen, ont tenté de souligner clairement ce qui n'avait pas été explicitement formulé comme irrecevable dans la bulle. Un changement profond de pensée est en germe. Nicolas de Cues, qui est à la jonction entre le Moyen Âge et la Renaissance, fera recopier à son usage des textes majeurs de Maître Eckhart pour les inclure dans ses propres écrits. Car, même si une bulle lui est adressée, la pensée de Maître Eckhart est bien dans la pure tradition augustinienne et témoigne de l’autorité croissante de la pensée de Thomas d’Aquin. La synthèse eckhartienne, présentée dans le Prologue à l’Œuvre Tripartite — sa grand-œuvre dont nous ne possédons qu’une partie — cherche à éviter de répéter ce qui a déjà été admis pour se pencher sur ce qui, en théologie, demeure « rare et précieux ».
Par conséquent, en 1992, une demande de réhabilitation de Maître Eckhart fut soumise par le chapitre général dominicain à l'Église, sous Jean-Paul II. Elle est acceptée par le cardinal Ratzinger, préfet du Dicastère pour la Doctrine de la Foi et futur Benoît XVI, qui déclare que la réhabilitation d'Eckhart « n'a pas lieu d'être », car il n’est pas condamné. Telle est, en bref, la réponse officielle que le maître de l'ordre, Timothy Radcliffe, reçut du Vatican en 1992, et qu’il a résumée ainsi dans une lettre datée du 15 août 1992 à Peter Talbot Wilcox, alors président de la British Eckhart Society :

« Nous avons essayé de faire lever la censure qui pesait sur Eckhart. On nous a répondu qu'en réalité ce n'était pas nécessaire, car il n'a jamais été condamné en son nom propre, et que c'est seulement le cas pour certaines de ses propositions ; par conséquent, nous sommes parfaitement libres de dire que c'est un bon théologien orthodoxe. »

## Système de pensée

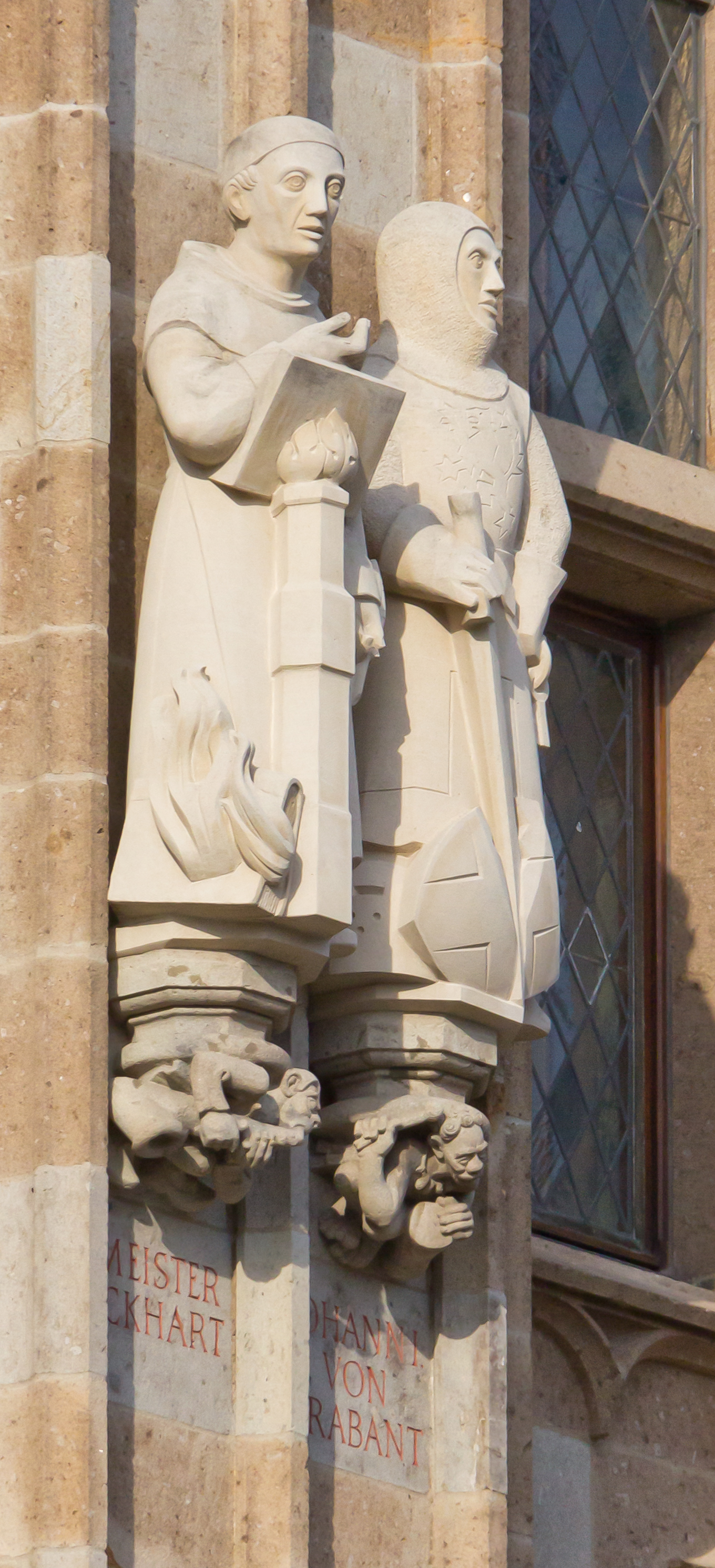
Sculpture de Maître Eckhart (à gauche) et de Jean Ier, duc de Brabant (à droite) à la tour de l'hôtel de ville de Cologne par Elisabeth Perger, 1990

Comme toutes les grandes œuvres de pensée, le legs de Maître Eckhart suscite de riches débats interprétatifs et des disputes herméneutiques passionnées. En France, depuis le début des années 2000, l'accès à ses travaux traduits du latin a considérablement modifié la teneur des débats.

### Les débuts des recherches eckhartiennes en France et en Allemagne
Le premier à avoir ouvert le « dossier Eckhart », aussi bien en France qu'en Allemagne, est Charles Schmidt, qui soutient sa thèse de doctorat en théologie Essai sur les mystiques du quatorzième siècle à Strasbourg en 1836. Il présentera cette thèse avec succès, dans une version légèrement différente en 1847, devant l'Académie des Sciences à Paris. Il s'appuie et cite des manuscrits qui seront détruits en 1870 dans l'incendie de la Bibliothèque de Strasbourg, lors d'un bombardement hasardeux. Devenu allemand, Charles Schmidt publiera peu après ce qui est le drame de sa vie : il était le conservateur en particulier des nombreux manuscrits strasbourgeois. Ces débuts de la recherche eckhartienne à un moment où les guerres la feront tantôt allemande, tantôt française, est responsable en partie du fait que les deux pôles actuels de la recherche sont français autant qu'allemand. La dernière synthèse en date de toute l'histoire de cette recherche eckhartienne est exposée par Marie-Anne Vannier en tenant compte des études désormais européennes de la mystique rhénane.

### Éditions des écrits de Me Eckhart
Après Charles Schmidt en Allemagne (augmentée alors de la Moselle dialectophone et de l'Alsace), Franz Pfeiffer proposera une première édition de qualité universitaire (une précédente, médiocre avait été tenté en 1854) d'œuvres de Me Eckhart, issues du corpus rédigés en moyen-haut allemand, et intégrant des sources aujourd'hui disparues du fait de cet incendie en 1870 Philip Strauch reprit les études laissées en suspens. Les éditions de l'œuvre allemande se répondirent l'une à l'autre jusqu'à la fin de la première guerre mondiale.
Avec Friedrich Heinrich Suso Denifle comme chef de file, le second travail fut d'établir la biographie et la liste des ouvrages constituant aujourd'hui le corpus eckhartien. Cette tâche prendra des dizaines d'années.
Cette précaution est d'autant plus importante que dès la fin du XIXe siècle, les œuvres et la pensée de Maître Eckhart furent dévoyées en une liste impressionnante de mouvements n'ayant rien de scientifique, depuis son rattachement à un panthéisme, puis les pensées gnocisantes, même le nazisme avec Le Mythe du vingtième siècle, jusqu'à la volonté de sauver Eckhart de la théologie en le faisant entrer dans une philosophie théiste, allant jusqu'à le nommer « le bouddha chrétien ». Encore de nos jours, en marge de toute autorité scientifique, des présentations fallacieuses déjà critiquées lors de leurs premières éditions au début du XXe siècle sont publiées parce que désormais libres de droit d'auteur. Elles deviennent dès lors ou bien des révélations nouvelles, ou ce que la recherche aurait caché auprès de personnes adeptes du soupçon systématique quant aux institutions.
L'exemple du travail de Gabriel Théry, entre 1930 et 1960, est paradigmatique de la méthode employée pour restituer fidèlement les œuvres et la pensée d'Eckhart. Bibliothécaire à la bibliothèque du Vatican, il a donné un premier sommaire des études en cours en 1947. Les chercheurs ont publié peu à peu tout d'abord dans des revues scientifiques les manuscrits découverts, avec leur apparat critique et leur présentation selon les critères admis et demandés par l'Université. Ses articles sur le commentaire du Livre de la Sagesse, sur les Pièces du Procès d'Eckhart ont été, après critique, intégrés à l'édition de référence publiée peu à peu sous forme de fascicules à relier, aux éditions Kohlammer. Le premier des cinq volumes consacrés à l'œuvre allemande Deutschen Werken, abrégé DW) a été publié en 1937 sous la direction de Joseph Quint. Il contient les 24 premiers sermons allemands. Le dernier volume des œuvres latines, chez le même éditeur, abrégée en LW pour Lateinischen Werken sous la direction de Loris Sturlese et Markus Vinzent n'a été publié qu'en 1922 avec l'authentification des Nouvelles Questions Parisiennes par Markus Vinzent, assisté tout d'abord par Christopher Mark Wojtulewicz, puis par Jana Illinicka pour l'édition du texte latin et la traduction allemande. Leurs traductions allemandes, française et espagnoles, augmentées de notes explicatives, ont été effectuées dans un travail commun sous l'autorité de la Meister Eckhart Gemeinschaft et de l'Équipe de Recherches sur les Mystiques Rhénans, dirigée par Marie-Anne Vannier, avec les traducteurs français actuels de Maître Eckhart, Jean-Claude Laguarrigue, Jean Devriendt et sa traductrice espagnole Silvia Bara Bancel. L'attribution d'une chaire Gutenberg à Markus Vinzent pour ce projet, incluant donc Londres et Oxford dans la liste des pôles géographiques, a permis de financer les colloques liés à ce travail et témoigne de l'obsolescence des chapelles d'études nationales.

#### Du Panthéiste au philosophe de l'un: les tâtonnements des commentateurs
Périodiquement, des études de synthèses exposent l'avancée des études sur Maître Eckhart. Il est certains que les citations de Proclus ne suffisent pas pour qu'il soit un disciple médiévale de Proclus. Les tables onomastiques des ouvrages de synthèse n'ont même plus d'entrée à ce nom. Certes, le Maître Thuringien recourt aux auteurs antiques, davantage à Aristote qu'à Platon et bien plus encore à Thomas d'Aquin et Augustin, qu'au Stagyrite. Mais ce champ argumentatif est une des constantes de la scolastiques médiévales. Eckhart, avec les autres scolastiques, nous prouvent que la Renaissance n'avait nul besoin de faire "renaître" des penseurs antiques qu'elle a reçue en des éditions de grande qualité.
Maître Eckhart est désormais, autant dans sa production littéraire allemande que latine un mystique intellectuel centré sur la Trinité et la divinisation ou théosis eschatologique. Les spéculations sur l'Un, les analogies ont été utiles au XXe siècle, mais sont désormais des branches mortes de l'analyse de la pensée rhénane médiévale, si elles quittent le rang d'argumentaire scolaire préalable au centre réel de pensée d'un dominicain médiéval.

### La recherche contemporaine internationale
Selon certains contemporains, la pensée de Maître Eckhart ne peut être comprise que dans les cadres de la pensée scolastique et dans le prolongement du « Fides quaerens intellectum » d’Anselme de Cantorbéry. Cette affirmation est débattue en raison de l'empreinte définitive de Thomas d'Aquin et Bonaventure de Bagnoregio sur la scolastique. Tous deux décèdent en 1274, soit 165 ans après Anselme. L'Intellect est au cœur de la pensée thomasienne. Il est moins dominant pour Bonaventure qui affirme le primat de la volition sur l'intellect. Depuis 2015, la recherche française est parvenue à établir une autre lecture, que les autres chercheurs universitaires ont validé outre Atlantique ou outre Rhin : la naissance de Dieu dans l'âme. Par l'évidage intime où Dieu Trinité est accueilli, les relations trinitaires sont accueillies en l'homme et en premier la génération du Fils par le Père. Ainsi, le mystique, générant grâce à Dieu le Verbe en soi, à l'image de Marie, retrouve la ressemblance perdue. Dès lors, il peut, selon la formule de Maxime le Confesseur, "devenir par grâce ce que Dieu est par nature" : c'est la théosis, ou divinisation de l'homme qui est le don fait aux hommes sauvés, au sens de replacés dans leur création permanente. L'homme a pour finalité de devenir divin, "adverbe du Verbe" selon les mots d'Eckhart, en Dieu, ainsi que Dieu le Fils est devenu vrai homme en l'humanité.
Les débats sur l’impact de Platon ou d'Aristote n’ont plus cours désormais sinon dans l’histoire de la recherche. Les derniers feux de la réduction à la philosophie ontologique, portés par Alain de Libera ou Burkhart Mojsiches, sont les marqueurs d’études datées des années 1980-2000. La traduction de l'œuvre latine et son étude a invalidé ces éléments : Maître Eckhart ne se situe pas comme un philosophe au sens actuel de ce terme. Les textes découverts jusque dernièrement n’était pas accessibles à ces érudits, en leur temps.
La question de l’Un chez Eckhart est désormais maîtrisée. Car Maître Eckhart est catégorique : l’Un est celui de Dieu, de la Trinité. Ce champ n’est pas accessible à la philosophie et encore moins aux penseurs antiques grecs, dont la logique seule sert l’argumentaire. Et même sur ce point, Eckhart souligne que l’un ne qualifie pas Dieu qui n’est qualifiable que par lui-même, non par une divinité (Gottheît dans l’œuvre allemande) :
De la même façon que la définition du détachement avait occulté l’étude de l’amour, l’étude de l’Un dans la pensée eckhartienne a laissé peu de place à son étude de la théologie trinitaire. L’œuvre latine récuse toute vision moniste d’Eckhart. La réunion de ces deux termes est placée par Eckhart sous l’égide de la négation : « Or Dieu est proprement retranché de tout nombre. Il est en effet un sans unité, trine sans trinité, tout comme bon sans qualité […]. Il est au-dessus de tout nom, de toute raison, de toute intelligence, et au-dessus de l’Être et de l’étant, dont la différentiation est le nombre, et au-dessus de toutes choses de ce genre-là. Il apparaît qu’il est au-dessus de l’Être et de l’étant en ce qu’il est la cause de l’Être et de l’étant. Explique clairement cela ! » (S. XI, 2).
Ysabel de Andia a affiné la même notion de l’Un et d’un néo-platonisme que Maître Eckhart aurait prolongé via les citations du Pseudo Denys. Or, elle en vient à mettre nettement l’accent sur des différences entre Maître Eckhart et le Pseudo-Denys, dont la première est que la negatio negationis utilisée par Maître Eckhart n’est pas l’aphairesis dionysienne qui, selon le mot déjà ancien de Jean Vanneste, est « cette progression de négations bien ordonnées qui monte l’échelle des êtres, du monde sensible au monde de l’intellect avant d’arriver à une apophase totale »  ; la negatio negationis eckhartienne est une affirmation de la puritas essendi divine, dans la lignée augustinienne, exprimée au mieux par l’oxymore, autre formule positive qui englobe une affirmation initiale corrigée par son contraire, son opposé ou son inverse :

« [Dieu] est en effet un sans unité, trine sans trinité. »

Le débat sur une hénologie vaguement théiste semble donc clos depuis longtemps. Marie-Anne Vannier, en introduction à la publication de la traduction française du Commentaire du Livre de la Sagesse explique :
Dans ses Sermons et Leçons sur l’Ecclésiastique, Eckhart explique que la sagesse renvoie à la puritas essendi, à la pureté de l’essence, qui correspond au quatrième point de son programme de prédication, tel qu’il le présente dans le Sermon 53. Or, c’est là son point d’orgue : Eckhart passe du détachement à « la pureté de la nature divine », par l’intermédiaire de la petite étincelle de l’âme et, pour évoquer la grandeur de cette puritas essendi, il n’hésite pas à dire dans le Sermon 53 : « de quelle clarté est la nature divine, c’est inexprimable. Dieu est une Parole, une parole inexprimée ».
Les publications des nouveaux textes découverts (par exemple les Nouvelles Questions Parisiennes) ont ainsi, selon les collectifs de chercheurs universitaires actuels, radicalement modifié la compréhension de l'entreprise eckhartienne.

## Enseignements

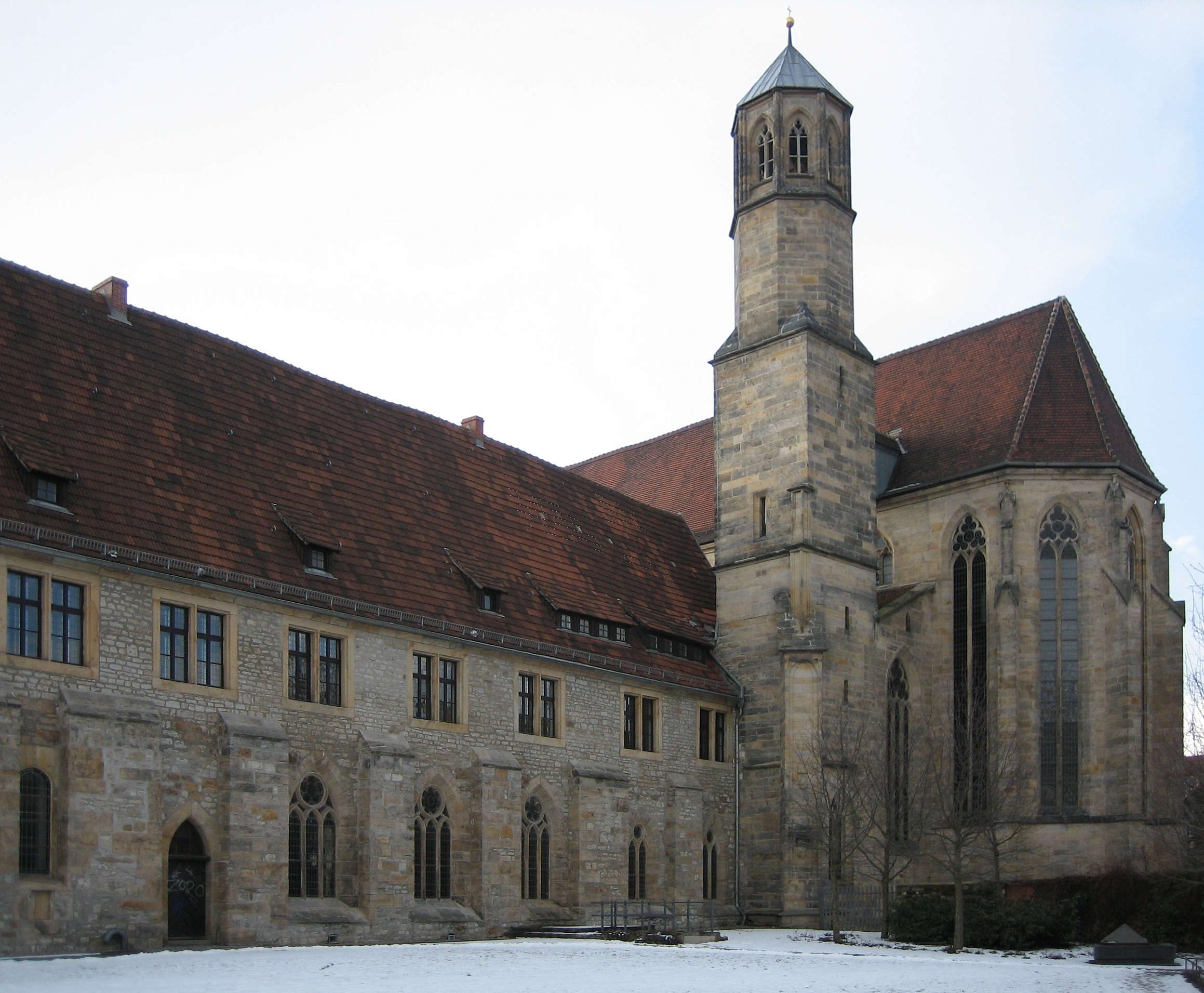
Le prieuré d'Erfurt

### Axe central
L'enseignement spirituel de Maître Eckhart est formulé à partir d'une invitation au détachement de « tout ce qui n'est pas Dieu », selon une expression qu'il emploie souvent. Il emploie dans ses écrits allemands le terme moyen-haut allemand Gelassenheit, que l'on peut traduire par « dessaisissement» ou détachement. Ce renoncement à toute possession est nécessaire pour l'union à Dieu, et pour la réception de Dieu dans le cœur du disciple. La réception de Dieu en l'âme du croyant — âme libérée, évidée de tout même de l'image de Dieu lui-même, rejoint le thème patristique classique (glosant sur Jean 14, 23) nommé « inhabitation trinitaire » : la Trinité descend dans le fond de l'âme (où l'intellect joue un grand rôle) avec toutes ses propriétés. Ainsi, rendu à nouveau semblable à Dieu, l'homme connaît une déification, nommée théosis dans la tradition grecque. Puisque Dieu est présent avec toutes ses qualités, l'engendrement éternel du Fils par le Père dans l'Esprit se produit désormais dans l'âme humaine. L'enfantement de Dieu dans l'âme, acmé de la vie chrétienne, est le fruit de la « divinisation » reçue de Dieu et par l'union à lui.

### Précisions
Ce détachement est exprimé sous deux registres.
Le premier a trait à une séparation (Abgeschiedenheit) qui porte à son maximum l'appauvrissement volontaire. Cependant, parce que ce qui est spirituel est supérieur à ce qui est matériel, cette « séparation » est tout d'abord spirituelle et traduite dans un ascétisme chrétien aux accents proches du stoïcisme : l'abondance de citations des auteurs stoïciens en témoigne. Plusieurs auteurs ont considéré cet aspect en parallèle de la recherche de vacuité du bouddhisme : si de nombreuses ressemblances semblent apparaître, ce serait pourtant faire erreur que de rapprocher à outrance une ascèse où le vide désengagé est un but (dans le bouddhisme) et une recherche d'un désencombrement de soi dans une volonté de ressembler à Jésus-Christ. Le détachement sous cette première forme est à comprendre en fonction d'une théologie de l'homme créé à l'image de Dieu, image dont la ressemblance est perdue. Retrouver la ressemblance suppose de se vider de soi, de se dénuder des images, pour que Dieu entre en soi.
Mais le détachement eckhartien est aussi ontologique, à la fois suppression ou annihilation de ce que nous ne sommes pas (« Entbildung » dans les écrits en moyen-haut allemand) et constitution d'un dépassement métaphysique de soi (« Ueberbildung ») : donc un renoncement à tout ce qui rend l'être créé indisponible à l'action de la Grâce ; le dernier degré de ce détachement consistant même à s'affranchir de l'effort pour se rapprocher de Dieu, il conduit à une Gottbildung : déiformation.
Il s'agit en effet moins de se décharger du poids de réalités contingentes extérieures que de cultiver et entretenir une intériorité. Ainsi disposé, l'esprit libre, le cœur humble, toute attente ou aspiration personnelle éteinte, l'intériorité insensible à toute turpitude, Dieu ne peut faire autrement que de s'y loger, comblant cette vacuité par la félicité ; « l'homme devenant par Grâce ce que Dieu est en nature. » (Maxime le Confesseur). C'est ce que l'on appelle la divinisation de l'homme, ou en grec la théosis, thème mal connu dans l'Occident chrétien, jugé parfois hétérodoxe, alors que remontant, chez les Pères de l'Église, à Irénée de Lyon, et se prolongeant en de très grands spirituels tels que Nicolas de Cues qui a conservé en sa bibliothèque l'œuvre latine de Me Eckhart. Cet apparent empiètement sur la puissance divine et la suspension du mouvement spontané de la piété ont été les prétextes principaux des accusations d'hérésie, confortées par des énoncés dégagés de leur contexte de prédication, le tout amplifié par le goût de formules paradoxales.
Ainsi, contre la tendance générale à l’abandon du monde, Eckhart proclame et justifie théologiquement la possibilité de réintégrer l’identité métaphysique avec Dieu tout en restant dans le monde. Il s'agit d'une formulation chrétienne d'une union effective à Dieu.
Il est préférable d’aller du vocabulaire latin au vocabulaire allemand pour comprendre Eckhart sans risque. Ainsi en va-t-il pour le mot déité, présent dans nombre de traductions françaises. Or, le texte latin d’Eckhart utilise toujours le couple « deus-divinitas », à une seule exception où ce couple devient « trinitas-deitas », et en allemand « Gott-Gottheit ». Une traduction se voulant savante a introduit le terme déité dans la traduction française, équivalent à deitas en latin, au lieu de conserver le texte eckhartien divinité, instillant l’idée qu’Eckhart reprendrait une partie de la théologie de Gilbert de La Porrée au premier quart du XIIe siècle. Selon l'adage « Tout ce qui est en Dieu est Dieu », alors, demande La Porrée, par quoi Dieu est-il Dieu, puisque ce par quoi on est quelque chose n'est pas celui qu'on est ? Ainsi, il introduit la distinction entre Dieu, divinité et déité. Eckhart ne le suit pas dans sa radicalité, même s'il connaît ses conceptions ontologiques, surtout à travers les reprises aménagées par Alain de Lille dans ses Règles de Théologie. Il emploie à dessein un autre vocabulaire pour se mettre à distance des excès porrétains, principalement dans sa théologie de la création.
L’expérience mystique est vue comme le retour à la Divinité manifestée dans le Christ vivant en le cœur du croyant. La vocation prédestinée de l’homme est d’être en Dieu. Si le Père engendre le Fils dans l’éternité, Dieu engendre le Fils dans le fond sans fond, l'abditus mentis d'Augustin, ou Grund en moyen-haut allemand, de l’âme. Toute cette théologie est très classique et porte le nom d'inhabitation trinitaire. Ce n'est pas cette thèse qui a suscité la haine de deux confrères dominicains contre Eckhart, mais le refus de la réforme de l'ordre, à laquelle Eckhart prit part, et qui contrariait certains de ses confrères.

### Reproches faits à la théologie eckhartienne
Ce qui finalement a monté des adversaires contre Eckhart est un ensemble complexe :
- des thèses utilisant le vocabulaire des béguines[50], affirmant qu'existe dans « le fond sans fond » de l'âme quelque chose qui échappe au temps, à l'espace et à tout mode d'existence, bref quelque chose d'éternel et de divin - une divine étincelle[51]. La peur du panthéisme qui a pu être évoquée par certains commentateurs modernes, n'alimentait pas les critiques exprimées dans les actes d'accusation, publiés dans le cinquième tome de l'édition critique de son œuvre latine. Certes, Cornelio Fabro, affirme que ce panthéisme se déduit du fait que « l’esse et l’essentia chez Eckhart ne sont pas du tout l’esse et l’essentia thomistes. Si Eckhart distingue comme tous les maîtres scolastiques l'être (esse) et l'étant, il ne réduit pas l'étant à l'existence, et n'oublie pas que l'Incarnation et l'immanence interdisent d'abstraire le divin de l'étant en actes. Ainsi déclare-t-il dans son Commentaire de la Sagesse[52] :

« S’il y avait en effet une justice et une autre, plusieurs justes seraient justes : ils seraient justes de manière équivoque, ou bien la justice se comporterait de manière univoque dans les justes. Mais en réalité, c’est de manière analogique, exemplaire, et primordiale qu’elle se tient, et elle ne tombe pas sous le nombre ni sous le temps. Et c’est quelque chose de général pour toutes les réalités spirituelles divines, suivant ce qui est dit dans le Psaume (147 (146-147), 5) : De sa Sagesse il n’est pas de mesure, ainsi que je l’ai remarqué ici-même. Car toute sagesse vient de Dieu, déclare l’Ecclésiaste, 1, (1). De là vient qu’Avicenne dit dans sa Métaphysique que la justice et la vertu sont par le Donateur des formes, mais il dit que les accidents corporels sont par l’action des qualités actives du corps qui sont variables »

De la sorte, il se positionne à la suite de Thomas d'Aquin contre les extrémistes des tenants de l’univocité comme de l’équivocité de l’être. Deux tendances existent bel et bien. Il y a ceux pour qui les mots conservent leur sens dans la réalité transcendante (divine) ou immanente (crée), ce sens unique qualifie l’univocité de l’être, qui est plus fréquent dans la postérité et l’œuvre de saint Bonaventure. En contrepoint, l’école thomiste défend la stricte rupture ontologique et donc une équivalence, une réalité équivoque, entre ces deux. Or Dieu seul est l’être. Dès lors Maître Eckhart est placé dans les penseurs de l’équivocité de l’être ne reconnaît qu'un seul véritable acte [esse], Dieu, alors que pour saint Thomas chaque créature possède son propre acte formel (l’essentia) et son propre acte réel (l’esse - actus essendi) ». La première difficulté, toujours actuelle est celle du niveau de langage qui donne aux mêmes phrases des sens différents. Il semble qu'une partie des juges d'Eckhart à Avignon soient des partisans d'une théologie autre que le thomiste. Ceci a guidé le style littéraire de Maître Eckhart, et a nourri d'autres reproches, telles que ses formules paradoxales.
- un goût de formules paradoxales où les données les plus subtiles de la dogmatique chrétienne sont exprimées de façon telle que même certains maîtres s'y perdent[54] ; après sa mort, à la fin du XIVe siècle, Zerbolt van Zutphen, un des fondateurs de la devotio moderna, en fera le contre-exemple d'une saine prédication[55]. Eckhart commet l'erreur de prêcher à des laïcs simples des « subtilités » qu'ils ne peuvent comprendre. Le Dévot moderne résume ainsi le fond de l'accusation portée contre Eckhart déjà en son procès, et à laquelle Eckhart avait répondu qu'il ne faisait en cela que suivre l'exemple du Christ qui donnait à tous des enseignements subtils. Cette charge du bibliothécaire de Deventer prend précisément place dans un court traité demandant si la Bible doit être traduite en langue populaire et proposée intégralement à tous. La réponse de Zerbolt van Zutphen sera celle reprochée longtemps à l'église catholique : afin d'éviter aux laïcs de se tromper, il ne faut pas leur donner plus que l'exemple de la piété et de la vertu, quitte à placer des vies simplifiées du Christ en lieu et place du texte biblique intégral. L'abandon actuel de cette attitude est un des éléments jouant en faveur d'un nouvel engouement pour Eckhart, perçu comme victime de la montée d'un obscurantisme[56].
- une accentuation très nette du primat de la grâce de Dieu, qui ne pouvait qu'assimiler les chantres d'une ascèse volontariste à d'orgueilleux faux dévots[57].

La difficulté de ses thèses a conduit à de nombreuses interprétations erronées de son message. Eckhart avait pour projet d'écrire une œuvre originale. À l'époque des Sommes théologiques, il envisageait un ouvrage tripartite combinant les commentaires bibliques et la spéculation, organisé autour de mille questions. Cet opus tripartitum n'a pas été achevé, et les chercheurs tentent actuellement d'en retrouver des éléments dans les œuvres qui nous sont parvenues.

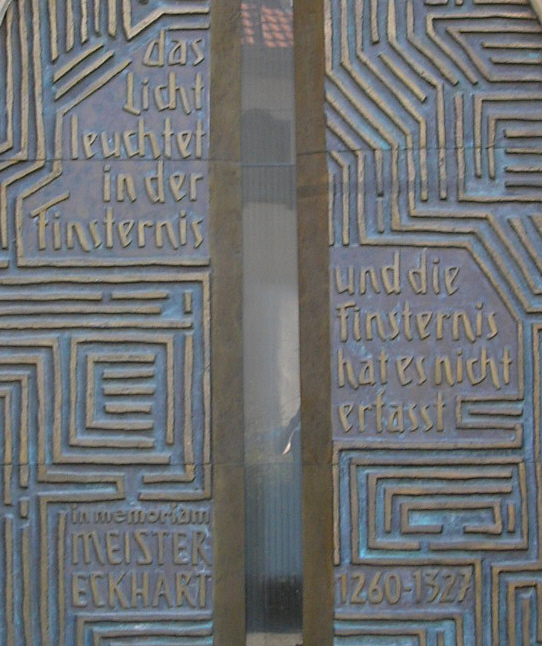
Le portail de maître Eckhart au prieuré d'Erfurt.

La théosis, ou divinisation, l'inhabitation trinitaire, le primat de la grâce, la structure paradoxale du dogme chrétien qui est une suite d'apories maintenues (Christ Dieu et homme, mort et vivant, Dieu un et trois ; l'homme saint et pécheur, le salut déjà là et pas encore là, etc.) – tout cela appartient à la tradition chrétienne, portée par les plus grands maîtres. C'est même l'une de ses caractéristiques ; le « problème Eckhart » ne serait donc plus qu'un problème de compréhension, une fois posé que Maître Eckhart refuse le principe de Jean Duns Scot de l'univocité de l'être : ce principe pose comme préalable l'incapacité de transporter en Dieu par analogies des principes ontologiques formulés au sujet de ce qui n'est pas Dieu.
Selon Benoît Beyer de Ryke, la condamnation de Maître Eckart aurait pour origine avant tout le fait qu'il ait cherché à faire passer ses théories non pas dans ses traités théologiques en latin (dont la lecture était réservée à un petit nombre de lettrés) mais dans ses sermons publics adressés en langue vernaculaire, donc comprise de tous, à des dominicains mais aussi à des béguines et surtout à de simples laïcs. Marie-Anne Vannier résume ainsi la situation : « [C]e n'est pas sa théologie qui est en cause, mais le succès de sa parole auprès des foules. Eckhart se défend, montre qu'il est allé au cœur de la foi et reste uni à Dieu. On lui reproche de faire connaître à tous les plus hautes réalités de la vie spirituelle. » Selon les spécialistes allemands du droit médiéval (W. Trusend), la mise en accusation d'Eckhart dans une bulle limitée géographiquement est le fruit de querelles internes à l'ordre dominicain, venues de la volonté de réforme du frère Eckhart.

## Inspiration de Maître Eckhart
Maître Eckhart applique un principe fréquent au Moyen Âge, la discretio : il ne dit rien à son propre sujet. Une digression dans le commentaire de la Genèse, au sujet d'une plante utilisée en ophtalmologie, nous apprend un rare détail à son sujet : il avait des problèmes de vue, sans doute partiellement guéris. Cette discretio est-elle un phénomène de son temps ?
La réponse est nuancée : de façon générale, les mystiques n'ont rédigé le récit de leurs expériences que sur demande de leurs confesseurs ou de leur maître spirituel, plus rarement sur demande de l'être spirituel qui leur serait apparu (Dieu, la Vierge Marie). Les autobiographies médiévales existent donc, mais sont rares : Suso fait exception à la règle. La condamnation d'Eckhart semble avoir interdit toute biographie posthume, qui nous aurait renseignés sur son parcours intellectuel précis.
La pointe de son enseignement, là où il se distingue, n'est pas la prédication d'un détachement qui en ferait un genre de Bouddha chrétien. Ce détachement, ainsi que le montrent les derniers textes traduits, est un moyen de parvenir à l'accueil de Dieu en l'âme. Dieu y est accueilli avec toutes ses capacités. Dans un unique mouvement de grâce, l'homme est alors divinisé et enfante le Verbe, seconde Personne de la Trinité, dans le fond de son âme.
Cette théorie de la divinisation de l'homme, oubliée peu à peu à partir du XVe siècle, est redécouverte désormais en partie grâce à Eckhart. Telle est pour la plupart des Pères, ainsi que des maîtres médiévaux, la nature du salut chrétien : « devenir par grâce ce que Dieu est par nature » (Maxime le Confesseur) ; autrement dit : Dieu s'est fait homme pour qu'à son tour l'homme soit, par la grâce, divinisé, fait Dieu, sans perdre pour autant son identité.

« …l’homme en Dieu est dieu. Donc, tout comme Dieu est indifférencié et le plus différencié d’un lion, ainsi, l’homme en Dieu est indifférencié et le plus différencié d’un lion, et ainsi des autres choses. »

Pour Eckhart, cette deiformatio et l'enfantement de Dieu dans l'âme sont deux visages d'une même réalité : l'accueil, dans une âme détachée de tout, même de ses idées les meilleures sur Dieu, de la grâce qui sauve et glorifie dans l'union à Dieu.
Beaucoup retiennent pourtant à son sujet l'influence d'Augustin, et du Pseudo-Denys l'Aréopagite, principalement dans toute la thématique dite « théologie négative », où ce qui est dit de Dieu est toujours au moins imparfait, au pire faux, bien qu'il soit nécessaire d'apporter une parole à l'être créé, alors que selon Eckhart, ce que désigne la parole n'est pas atteignable par les mots. Le seul argument faisant état du nombre de citations d'Augustin montre que celui-ci demeure sa première source.
On trouve dans Le Miroir des simples âmes anéanties, une thématique proche de celle que développera Maître Eckhart. Son auteur, Marguerite Porete, fut brûlée à Paris le 1er juin 1310, peu de temps avant le premier séjour qu'il y fit. Or, l'inquisiteur chargé d'instruire son procès résidait dans le même couvent qu'Eckhart. On trouve, disséminées dans l'œuvre d'Eckhart, de discrètes mais fermes allusions à l'ouvrage de Marguerite Porete, Le miroir des âmes simples anéanties, et à d'autres béguines.
Eckhart cite fréquemment de nombreux auteurs dont : Aristote, Sénèque, Augustin d'Hippone (de loin l'auteur qu'il cite le plus souvent), Denys l'Aréopagite, Boèce, Bernard de Clairvaux, Thomas d'Aquin, Albert Le Grand, Avicenne ou encore Averroès.
Les chercheurs français et allemands réunis au sein de l'Équipe de Recherches sur les Mystiques Rhénans (université de Lorraine) et de la Meister-Eckhart-Gesellschaft (Université d'Erfurt) ont engagé actuellement un programme de mise au jour et d'analyses des références présentes en ses écrits, principalement les références patristiques. Il a recours à des éléments de poésie, profane ou religieuse, et à des séquences liturgiques. En outre, il montre une excellente connaissance des sources habituelles de la scolastique (les Règles de théologie d'Alain de Lille), et même du droit (décret de Gratien). Si Platon est cité, Aristote l'est plus encore. Eckhart, selon la question, se déclare explicitement tributaire de l'une ou l'autre tradition philosophique.
Il est dans la continuité, et non dans la répétition, des penseurs dominicains du XIIIe siècle. Il prolonge le travail de pensée du dogme chrétien engagé par son ordre dès la naissance de la scolastique. Sur de nombreux points, il renvoie à Thomas d'Aquin. Comme ce dernier, il est très fidèle à la devise de son ordre : Contemplata aliis tradere (communiquer aux autres ce qui est contemplé). Mais il sait aussi préférer ou inventer des solutions originales là où les réponses thomasiennes ne le satisfont pas. À la différence de Thierry de Freiberg, un de ses prédécesseurs immédiats, à la fois dans le monde germanique et dans l'ordre dominicain, il se préserve des thèses d'Avicenne. De même, il n'utilise pas autant Proclus qu'Albert le Grand.

## Postérité de Maître Eckhart

### Sa première postérité
Maître Eckhart fut le fondateur du courant spirituel que l'on appelle la mystique rhénane. Deux grands prédicateurs dominicains furent ses disciples immédiats et d'autres ont été influencés par ses écrits :
- Jean Tauler (vers 1300-1361) prêche à Strasbourg et à Bâle. Il reste très proche d'Eckhart, tout en donnant moins de place à la pensée de ce dernier, du moins apparemment et dans le domaine spéculatif, et plus à la parénèse[67].
- Rulman Merswin (1307-1382), disciple de Jean Tauler, auteur du Livre des neuf rochers. Il s'agit probablement de la même personne que l'Ami de Dieu de l'Oberland dont les écrits dictaient la vie de la communauté qu'il avait fondé : les manuscrits conservés aux archives de Strasbourg conservent des pages dont les mots ont été remplacés par des mouvements erratiques de la plume, signe ou bien d'une « pieuse dissimulation » (Delattre-Devriendt) ou d'une pathologie (August Jundt). Le mouvement des Spirituels ou amis de Dieu a été examiné lors d'un colloque à Strasbourg, aux actes aujourd'hui publiés : c'est une peur diffuse, rendue présente par Jean de Lichtenberg, évêque de Strasbourg, mais confondant les Sprituali franciscains avec d'hypothétiques communautés de purs : le Concile de Vienne les a cherchés dans ses travaux préparatoires, en vain[68].
- Henri Suso (1296-1366) à Cologne se distingue par une grande place accordée aux images et à l'imitation du Christ souffrant[69].
- Jean de Dambach (1288-1372)[70] dominicain alsacien, qui a suivi Maître Eckhart à Cologne, lui a survécu et a connu Jean Tauler est un exemple parfait de l'influence réelle de Maître Eckhart que L'Encyclopédie des mystiques rhénans d’Eckhart au cardinal Nicolas de Cues et leur réception détaille au mieux[71].
- Nicolas de Cues (1401-1464) fut un lecteur attentif d'Eckhart : c'est grâce à sa bibliothèque que nous conservons le seul manuscrit des sermons latins d'Eckhart, annoté de sa main.
- Jan van Ruusbroec (1293-1381), le grand mystique flamand redécouvert par Maurice Maeterlinck au XIXe siècle, peut être replacé en perspective de la mystique rhéno-flamande dont Maître Eckhart est le plus illustre représentant, cependant Ruusbroec était autant en désaccord avec de nombreux points de la pensée de Maître Eckhart, que réceptif aux « Institutions Divines », ouvrage composite où les pensées Henri Suso et Jean Tauler sont associées[72]. Les disciples de Ruubroec à Deventer, les Frères de la Vie commune seront ainsi à la fois proche d'une piété venue de Tauler et Suso, et ouvertement hostiles à Maître Eckhart, comme en témoigne le libelle de Zerbolt van Zutphen, De libris Teutonicis, où il paraphrase la bulle In Agro Dominico (ayant condamné comme mal sonnantes vingt-six propositions eckhatiennes) de façon très polémique[73].

### Les humanistes
- Jakob Böhme (1575-1624), dans sa vision mystique globale, s'en inspire[74].
- Maître Eckhart a été cité à de nombreuses reprises par certains Réformateurs[75]. L'orthodoxie luthero-calvinienne aura cependant tendance à rejeter l'inspiration eckhartienne, l'accusant d'inspirer les enthousiastes anabaptistes.
- Les Entretiens spirituels ou Discours du discernement ont fait l'objet d'une large diffusion en France à partir de la fin du XVIe siècle, parce qu'ils ont été intégrés dans une anthologie de textes de la mystique rhénane placée sous le nom de Tauler, les Institutions spirituelles. Ce livre a été publié en latin par les chartreux de Cologne et a connu trois traductions françaises entre 1587 et 1658, qui ont fait l'objet de nombreuses rééditions. Certains mystiques français en ont été profondément marqués, sans savoir que ce qu'ils lisaient était des textes de Maître Eckhart[76].

### Interprétations et appropriations de la pensée de Maître Eckhart auxXIXeetXXesiècles
- Parmi les philosophes le citant, en soulignant ses qualités et son importance, on peut nommer Hegel, qui dit le lire avec intérêt[77]. Maître Eckhart fait d'ailleurs partie de « ces théologiens mystiques du Moyen Âge longtemps oubliés » que l'on a redécouvert sous l'influence des maîtres de l'idéalisme allemand[78]. Henri Delacroix en 1900 a cru renouveler radicalement le néoplatonisme en affirmant « un pressentiment de la méthode dialectique que Hegel devait porter à son achèvement ; maître Eckart a senti que la déduction ne peut rien tirer de l’Être absolu, c’est-à-dire de l’Être indéterminé et qu’il faut recourir à d’autres moyens pour déterminer son mouvement[79]. » Cette étude, vigoureusement contestée par certains spécialistes contemporains, n'est guèret citée que par des philosophes, souvent ésotérique, ne s'appuyant sur aucune analyse du texte et du contexte eckhartien. Les spécialistes de l'idéalisme allemand s'accordent en une convergence purement sémantique, que les six siècles d'évolution de la langue allemande expliquent.

- Au XXe siècle, le pangermanisme nazi crut pouvoir accaparer Eckhart. Alfred Rosenberg lui consacra un ouvrage en 1928[80] et un long développement dans Le Mythe du vingtième siècle[81]. Interdiction fut faite à Raymond Klibansky[82] (1905-2005), parce qu'il était juif, d'étudier ses ouvrages. Cette tentative de récupérer Eckhart échoua ; comme le note Wolfang Wackernagel, spécialiste suisse de ce dernier, il n'y a pas de traces d'antisémitisme chez un auteur qui dit toute son admiration pour Moïse Maïmonide[83],[84].

- Maître Eckhart est encore invoqué par les partisans du néo-paganisme, tels Sigrid Hunke[85] et Alain de Benoist. Ce dernier voit en lui un des grands « hérétiques » qui ont contribué à transmettre le paganisme en opposition avec l’idéologie officielle, et chez qui « il faut rechercher certains des principes fondamentaux d’un néo-paganisme faustien »[86],[87].

#### La pensée actuelle face à Me Eckhart
- Maître Eckhart a inspiré le psychologue suisse Carl Gustav Jung[88].
- Les travaux de Martin Heidegger, qui enseignait la philosophie médiévale, sont explicites[89]. Dès son étude de Jean Duns Scot, Heidegger annonce la nécessité d'approfondir la pensée du maître thuringien. D'après Philippe Capelle-Dumont, Heidegger a cherché dans Eckhart une phénoménologie de la religion, la pensée de l'être (ontologie), et l'attente de Dieu. L'ontologie heideggerienne, et sa pensée de l'Un, s'enracinent dans plusieurs systèmes médiévaux, dont celui d'Eckhart.
- Plus proche de nous, la parenté avec la philosophie de Michel Henry est assez forte pour qu'une thèse et de nombreuses publications lui aient été consacrées, principalement dans le registre de l'ineffable et de l'engendrement[90].

#### Musique et littérature ayant recours à son personnage
- Par ailleurs, les textes de Maître Eckhart ont inspiré au compositeur de musique contemporaine Pascal Dusapin la pièce pour chœur mixte Granum sinapis (1997).
- Les derniers moments de la vie de Maître Eckhart ont inspiré à Jean Bédard un roman intitulé Maître Eckhart (1998)[91].
- Eckhart est un des personnages principaux du roman policier historico-religieux, Croix de cendre, d’Antoine Sénanque, où sa vie, malheureusement imaginée, tout comme le cadre historique, est au cœur de l’intrigue. Les situations évoquant les béguinages et les relations entre hommes et femmes dans ces courant de piété seraient légitimes dans une uchronie (2023)[92],[93].

## Œuvres
L'œuvre latine est désormais traduite sous la direction de Marie-Anne Vannier, Traducteur principal Jean-Claude Laguarrigue, en collaboration avec Jean Devriendt pour le Commentaire du Livre de la Sagesse et les Questions latines nouvellement authentifiées. Les traductions partielles du Prologue au Commentaire de l'évangile de Jean et du Commentaire de la Genèse, publiés au Cerf dans les années 1980, par F. Bruner, et E. Weber ont été entièrement retraduite à nouveaux frais, en incluant les nouveautés apportées par de nouveaux manuscrits, et de nouvelles études. 
Le dernier volume de référence portera sur le procès d'Eckhart, et l'analyse renouvelée des sources biographiques et du contexte théologique . Pour l'œuvre allemande, les traductions de Jeanne Ancelet-Hustache au Seuil, de Gwendoline Jarczyk et Pierre-Jean Labarrière, et de G. Pflister aux éditions Arfuyen présentent le texte français des tout derniers sermons authentiques découverts.

### Œuvre allemande
- Sermons allemands (fr) (spé. Albin Michel et Arfuyen)
- Traité du Détachement (fr)
- Traité de l'Homme noble (fr)
- Livre de la Consolation divine (fr)
- Les Entretiens Spirituels ou Discours du discernement (fr)
- Le Grain de sénevé ou Granum sinapis

### Œuvre latine
- Sermons latins ou Œuvre des Sermons (fr) (Éd. du Cerf)
- Questions parisiennes I à III (fr) : Maître Eckhart à Paris. Une critique médiévale de l'ontothéologie. Les Ques tions parisiennes no. 1 et no.III d'Eckhart. Études, textes et introductions par Émilie Zum Brunn, Zenon Kaluza, Alain de Libera, Paul Vignaux, ÉdouarbdWéber (Bibliothèque de l'école des hautes études. Sciences religieuses. Vol. LXXXVI). Paris 1984.
- Réponse aux accusations
- Commentaire de la Genèse (fr)
- Commentaire de l'Exode (fr)
- Commentaire du livre de la Sagesse (fr) (Éditions Belles Lettres)
- Commentaire des Paraboles de la Genèse (fr) (Éditions Belles Lettres)
- Commentaire du Cantique des Cantiques (fragments)
- Commentaire du Siracide (fragments)
- Commentaire de l'Évangile de Jean (fr. Prologue, Éd du Cerf / trad. intégrale Les Belles Lettres)
- Questions latines nouvellement authentifiées, Trad. et commentaire allemand, anglais, et français, coordonnés en un travail commun, sous la direction de Markus Vinzent et Marie-Anne Vanier, sous presse.